# Hormoonbehandeling
Een hormoonbehandeling bij de mens is een cocktail van medicijnen waarbij het lichaam hormonen krijgt toegediend, of wordt gestimuleerd om hormonen aan te maken.

## Geschiedenis
Oorzakelijke verbanden tussen organen, orgaanmateriaal en lichamelijke verschijnselen had men al vroeg herkend. Bij eunuchen kon men immers de gevolgen van castratie aanschouwen. Al vroeg verscheen er in China literatuur over hermafrodieten en geslachtsveranderingen (6 v.Chr.). Een geleerde schreef in 80 AD een verhandeling over het verschijnsel van geslachtsverandering. Op basis van deze kennis werden methoden voor het verkrijgen van hormonenconcentraten ontwikkeld.
Volgens een Chinese methode, gepubliceerd in 1025, moest urine eerst ingedampt worden. Door verhitting van het restant werd een sublimaat verkregen dat biologisch actief was en dus geslachtshormonen bevatte. Het sublimaat werd fijngemalen en vermengd met dadels tot pillen verwerkt. Het voorschrift luidde dan: 'Neem voor het ontbijt een dosis van 5 tot 7 pillen met warme wijn of soep.' Evenals de Chinezen ging de chemicus Butenandt uit van urine als basismateriaal waaruit hij met moderne methoden oestron isoleerde, een van de werkzame stoffen van het Chinese hormonenpreparaat.

## Toepassing op verschillende gebieden

### Anticonceptie
Vrouwen die niet zwanger willen worden, kunnen kiezen voor de anticonceptiepil. Deze bestaat vaak uit een oestrogeen en een progestageen. Ook andere anticonceptiemiddelen zoals hormoonhoudende spiraaltjes, de prikpil, een implantatiestaafje, de NuvaRing, en de morning-afterpil zijn voorbeelden van hormoonbehandeling.

### Bij zwangerschap
Over het algemeen is het lichaam in staat om zelf de juiste hormonen aan te maken en is een hormonenkuur niet nodig. In bijzondere gevallen is echter een hormonenkuur nodig. Bijvoorbeeld oudere vrouwen die zwanger willen worden, of vrouwen die een onregelmatige menstruatiecyclus hebben, kunnen door hormoongebruik alsnog zwanger worden en een normale zwangerschap meemaken.

### Bij de overgang en menopauze
Vrouwen die last hebben van ernstige klachten tijdens de overgang of menopauze kunnen ook hormoonbehandelingen voorgeschreven krijgen. Ze krijgen dan estradiol, vaak in combinatie met progestageen.

### Bij ziekte
Hormoonbehandeling wordt soms toegepast bij prostaatkanker als vorm van chemische castratie. Hierbij krijgen mannen medicijnen die de werking van androgenen blokkeren of de aanmaak van testosteron remmen.

### Bij zedendelinquenten en ernstige parafilieën
Hormoonbehandeling in de vorm van chemische castratie gebeurde soms bij zedendelinquenten als voorwaarde tot vrijlating en zelfs bij homoseksualiteit en parafilieën. In Nederland was dat voor het laatst in 1955 het geval. De Britse wiskundige Alan Turing werd in 1952 gedwongen te 'kiezen' voor experimentele chemische castratie.

### Bij transgenderzorg
Hormoonbehandeling kan deel uitmaken van genderbevestigende zorg. Mensen die transgender zijn gebruiken vaak geslachtshormonen om de secundaire geslachtskenmerken op te bouwen en te onderhouden (bij een transman wordt bijvoorbeeld vaak testosteron toegediend), en eventueel puberteitsremmers. Voor een jonge transgender is de werking van een blokker minder definitief dan die van hormonen, en daarom meer aangewezen.

#### Bij transvrouwen
Een bekend middel dat in Nederland gebruikt wordt bij transvrouwen is Androcur.

## Gezondheid
Hormoontherapie is, als bij elk medicijn, niet vrij van risico's en bijwerkingen. Transmannen die testosteron innemen hebben een grote kans op hart- en vaatziekten. Naast de gezondheidsrisico's is het tevens zo dat sommige effecten wel en sommige effecten niet omkeerbaar zijn. Bij transmannen treedt er bij testosteron bijvoorbeeld een stemverlaging op. Bij transvrouwen die oestrogeen nemen, treedt er borstvorming op.